# Vlag van Hauts-de-France

Vlag van Hauts-de-France

De vlag van Hauts-de-France bestaat uit een witte achtergrond waarop het regionale logo is afgebeeld, dat een gestileerde omtrek van Frankrijk doorweven met een hart weergeeft.
Een ander ontwerp voor de vlag van Hauts-de-France bestond uit vier delen afgeleid uit de vlaggen van de voormalige regio's Nord-Pas-de-Calais en Picardië, maar dit werd (nog) vastgesteld.

Vlagontwerp voor de regio Hauts-de-France (Nord-Pas-de-Calais-Picardië)
Vlag van Nord-Pas-de-Calais
Vlag van Picardië